# Jón Arnar Magnússon
Jón Arnar Magnússon (Islandia, 28 de julio de 1969) es un atleta islandés retirado especializado en la prueba de heptalón, en la que consiguió ser subcampeón mundial en pista cubierta en 2001.

## Carrera deportiva
En el Campeonato Mundial de Atletismo en Pista Cubierta de 2001 ganó la medalla de plata en la competición de heptalón, logrando un total de 6233 puntos, tras el checo Roman Šebrle (oro con 6420 puntos) y por delante del ruso Lev Lobodin (bronce con 6202 puntos).